# Sigillina exigua
Sigillina exigua är en sjöpungsart som beskrevs av Kott 2006. Sigillina exigua ingår i släktet Sigillina och familjen Holozoidae. Inga underarter finns listade i Catalogue of Life.